# 風流軍醫俏護士
《風流軍醫俏護士》（英語：MASH）是一套1970年首映的美國諷刺式黑色幽默電影，由勞勃·阿特曼執導，唐纳德·萨瑟兰及勞勃·杜瓦等主演。英文原名是「陸軍流動外科醫院」的縮寫。
此片改編自理查德·胡克1968年出版的同名小說；兩者均以1950年代的韓戰為背景，描述一班在戰地醫院工作的醫生之經歷，藉此挖苦當時仍在進行的越南战争。

## 演員表
- 唐纳德·萨瑟兰 飾 郝凱·皮亞士上尉，醫生（鹰眼皮尔斯（英语：Hawkeye Pierce））
- 艾埃利奥特·古尔德 飾 約翰·麥英泰上尉，醫生（捕兽者约翰·麦金太尔（英语：Trapper John McIntyre））
- 湯·史葛烈（汤姆·斯凯里特（英语：Tom Skerritt））飾 杜克·科里斯上尉，醫生（奥古斯都·贝德福德·杜克·佛利斯特（英语：Capt. Augustus Bedford "Duke" Forrest））
- 勞勃·杜瓦 飾 弗兰克·伯恩斯（英语：Major Frank Burns）少校
- 莎莉·姬勒曼（萨莉·凯勒曼（英语：Sally Kellerman））飾 玛格利特·霍利亨（英语：Margaret Houlihan）少校
- Roger Bowen 飾 亨利·布莱克（英语：Henry Blake）中校
- 雷內·奧柏戎諾瓦 飾 约翰·帕特里克·弗朗西斯·马尔卡希（英语：Father John Patrick Francis Mulcahy）神父
- John Schuck 飾 Walter Koskiusko "The Painless Pole" Waldowski上尉，牙醫
- Carl Gottlieb 飾 约翰·布拉克（英语：Ugly John）上尉
- Danny Goldman 飾 Murrhardt上尉
- Corey Fischer 飾 Dennis Patrick Bandini上尉
- Jo Ann Pflug 飾 玛丽亚·施耐德（英语：Lt. Maria "Dish" Schneider）中尉
- Indus Arthur 飾 Leslie中尉
- Dawne Damon 飾 Scorch上尉
- Tamara Wilcox-Smith 飾 Bridget "Knocko" McCarthy上尉
- David Arkin 飾 Wade Douglas Vollmer上士/公共廣播員（PA Announcer）[註 1]
- Gary Burghoff 飾 沃尔特·拉达尔·欧蕾利（英语：Radar O'Reilly）下士
- Ken Prymus 飾 二等兵Seidman
- Fred Williamson 飾 奥利弗·哈蒙·琼斯（英语：Spearchucker Jones）上尉
- Michael Murphy 飾 Ezekiel Bradbury "Me Lay" Marston IV上尉
- Timothy Brown 飾 Judson下士
- Bud Cort 飾 二等兵Lorenzo Boone
- G. Wood 飾 Charlie Hammond准將
- Kim Atwood 飾 Ho-Jon
- 戴爾·石本（英语：Dale Ishimoto） 飾 韓國醫生
- Bobby Troup 飾 Gorman中士
- Marvin Miller 飾 公共廣播員

## 提名與獲獎
電影大受好評，亦入圍及贏得不少電影獎項，包括：
- 於1970年的康城影展中，贏得金棕榈奖
- 於1971年第43屆奧斯卡金像獎中，提名最佳影片獎、最佳導演獎、最佳女配角獎（莎莉·姬勒曼）及最佳剪接獎等，更贏得最佳改編劇本獎
- 於1971年第29屆金球獎中贏得最佳音樂或喜劇片
- 被美國國會圖書館選入國家影片登記部。

美國電影學會：
- AFI百年百大電影
- AFI百年百大喜劇電影

## 系列
因為電影相當賣座，所以製片商二十世紀福斯決定將電影改編成同名的連續電視劇（M*A*S*H），而電視劇亦大受歡迎，總共製作了11季。

## 外部連結
- 伊利奧·高對《風流軍醫俏護士》的回憶 （页面存档备份，存于），來自BBC的網站
- 互联网电影数据库（IMDb）上《風流軍醫俏護士》的资料（英文）
- TCM电影资料库上《風流軍醫俏護士》的资料（英文）
- 豆瓣电影上《風流軍醫俏護士》的資料 （简体中文）
- AllMovie上《風流軍醫俏護士》的资料（英文）
- Box Office Mojo上《風流軍醫俏護士》的資料（英文）